# Loxoneuroides variipennis
Loxoneuroides variipennis är en tvåvingeart som beskrevs av Friedrich Georg Hendel 1914. Loxoneuroides variipennis ingår i släktet Loxoneuroides och familjen bredmunsflugor. Inga underarter finns listade i Catalogue of Life.